# ナッソー・ストリート (マンハッタン)
ナッソー・ストリート (Nassau Street) はニューヨーク市マンハッタン区フィナンシャル・ディストリクトを走る通りである。近くには、ペース大学 (en)、ニューヨーク市庁舎、そしてブルックリン橋などが位置している。この通りは、南端のウォール・ストリートから、北端のスプルース・ストリート (en) に向かう一方通行となっている。この通りの1ブロック西はブロードウェイとパーク・ロウで、1ブロック東はウィリアム・ストリートである。この通りの名前は、オランダ王室のオラニエ＝ナッサウ家から付けられている。

## 歴史

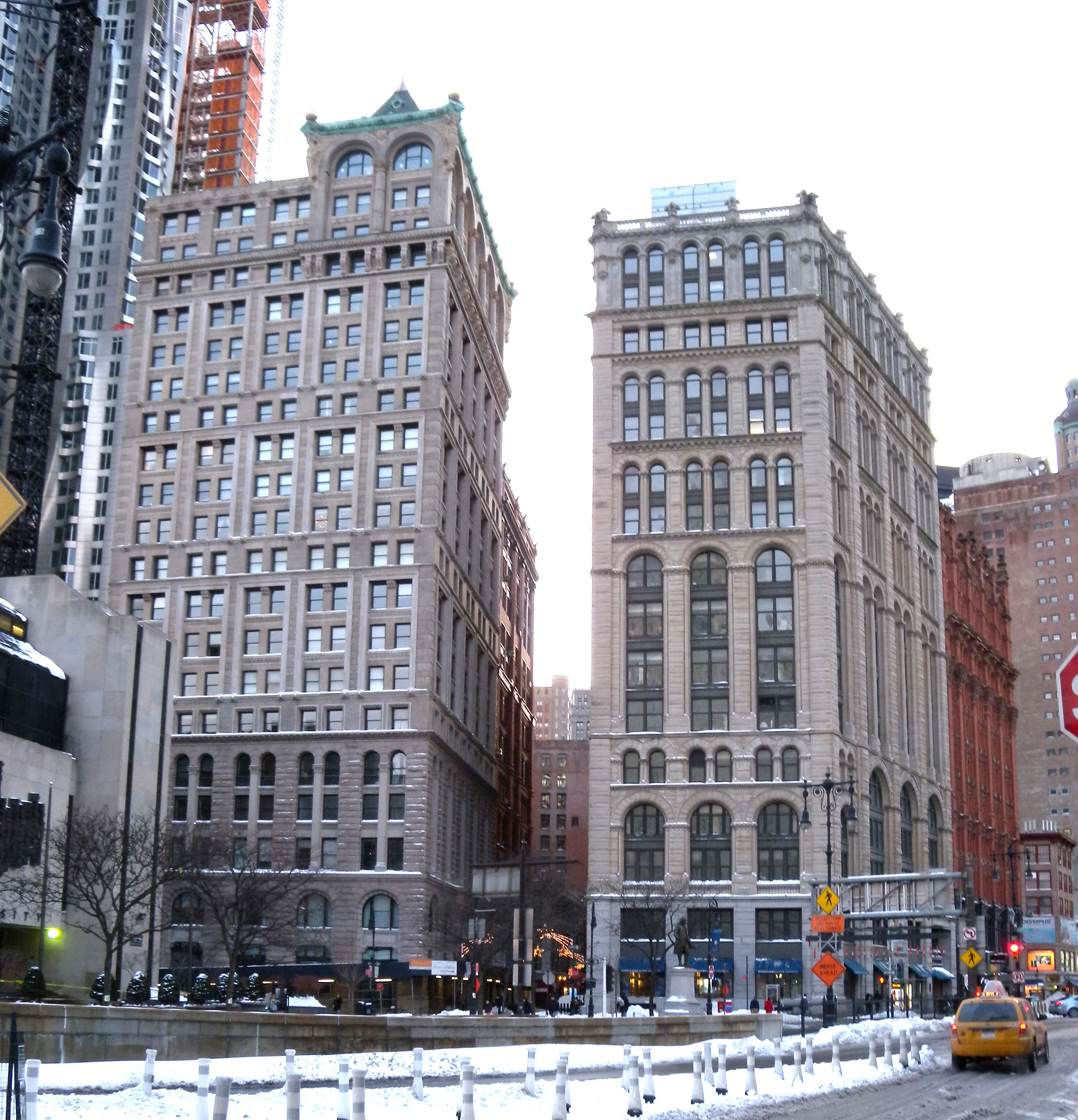
ニューヨークタイムズビル（右）とアメリカ小冊子協会（左）はナッソー・ストリートの北端を挟んで向かい合っている。

ナッソー・ストリートは1696年より前のどこかで、オランダの王子で後にイングランド王ウィリアム3世となったナッサウのウィリアムの栄誉を称えて名付けられた。この通りはかつて、ニューヨーク市の新聞社の多くがオフィスを構えていた場所であった。20世紀後半には、この通り沿いのショッピングを促進するため、通りは車両通行禁止となっていた。
ナッソー・ストリートはフルトン＝ナッソー歴史地区 (en) の境界を形成している。この地区は、ブロードウェイ、パーク・ロウ、ナッソー・ストリート、ダッチ・ストリート (Dutch Street)、ウィリアム・ストリート、アン・ストリート (en)、スプルース・ストリート、そしてリバティ・ストリート (en) に囲まれている。ニューヨーク・タイムズ（ニューヨーク・デイリー・タイムス）の最初のオフィスはナッソー・ストリート 113に位置していた。1854年にナッソー・ストリート 138に、1858年にはパーク・ロウ 41に移転し、ニューヨーク市で初めて自社ビルを持った新聞社となった

## 切手収集
早くとも1915年には、en:Mekeel's Weekly Stamp Newsはナッソー・ストリートの販売業者の広告を多く掲載していた。1930年代には、切手収集の人気が非常に高まっていた。この短いナッソー・ストリート沿いには多くの切手やコインの販売業者が店を構え、この通りはニューヨーク市の"切手地区" (Stamp District) の中心であり、"切手通り" (Street of Stamps) と呼ばれていた。世界恐慌の間、証券市場は低迷していたが、切手の価値は下がらず換金性の高い資産であり続けた。切手センタービル (Stamp Center Building) はナッソー・ストリート 116に位置しており、地下鉄切手ショップ (Subway Stamp Shop) はナッソー・ストリート 87に位置していた（現在はペンシルベニア州アルトゥーナに位置している）。1970年代には、ほとんどの切手販売業者はこの地から離れ、この通りの切手の中心地としての面影は失われた。
Nassau Streetは、1960年代に出版されたen:Herman Herst Jr.による切手収集産業の黄金期を描いた著作のタイトルでもある。

## 著名なビル
- 63 ナッソー・ストリート (en)
- アトランティック・ナショナル・バンク (ニューヨーク市) (en)